# Guru (film 2007)
Guru (hindi: गुरू; urdu: گرو, telugu:గురు; tamilski: குரு, kannada: ಗುರು) – indyjski film z 2007 roku w reżyserii Maniego Ratnama. W rolach głównych wystąpili Abhishek Bachchan i Aishwarya Rai, a w drugoplanowych: R. Madhavan, Vidya Balan i Mithun Chakraborty. Premiera filmu odbyła się na MFF w Toronto. Film miał też dubbing w języku tamilskim i telugu.

## Fabuła
Gurukant Desai (Abhishek Bachchan) pochodzi z wioski Idhar w Gudżaracie. W 1951 roku oblewając egzaminy sprawia zawód swemu ojcu, kierownikowi wiejskiej szkoły. Rozczarowany nim ojciec pozwala młodziutkiemu chłopcu wyjechać do pracy w Turcji. Po siedmiu latach Gurukant rezygnuje z kariery w służbie „białym”. Wraca do Gudżaratu z planami założenia własnego interesu. Kolejny raz spotyka się z żalem niewierzącego w jego możliwości ojca. Aby móc otworzyć własną firmę, Gurukant żeni się z siostrą swego wspólnika, Sujatą (Aishwarya Rai). Potrzebuje pieniędzy przeznaczonych na posag dla dziewczyny uchodzącej w wiosce za dziwaczkę o chwiejnych nastrojach. W 1958 roku Gurukant wyjeżdża do Mumbaju. Z żoną i jej bratem Jigneshem (Arya Babbar). Szczęście w małżeństwie z Sujatą pomaga mu nie utracić wiary w siebie. Gurukant zdecydowanie przebija się wśród konkurentów. Zjednuje sobie przyjaźń wpływowego niezależnego w sądach wydawcy gazety Manikdasa Gupty (Mithun Chakraborty). Z roku na rok staje się coraz bogatszy. Zakłada fabryki polyesteru. Daje pracę tysiącom robotników. Jako potężny już biznesmen staje się przedmiotem ataku rozczarowanego jego nieuczciwością w interesach wydawcy Manikdasa. Były przyjaciel traktowany przez Gurukanta latami jak ktoś, kto w jego życiu zastępuje mu odrzucającego go ojca, staje się zajadłym wrogiem. Napuszcza na niego dziennikarza Shyama Saxenę (R. Madhavan).

## Obsada
- Mithun Chakraborty – Manik Dasgupta
- Abhishek Bachchan – Gurukant Desai
- Aishwarya Rai – Sujata Desai
- R. Madhavan – Shyam Saxena
- Vidya Balan – Meenakshi ‘Meenu’ Saxena
- Arya Babbar – Jignesh
- Roshan Seth – sędzia
- Mallika Sherawat – Jumpa (gościnnie)

## Muzyka
Autorem muzyki jest A.R. Rahman.
1. „Barso Re” (Shreya Ghoshal & Uday Mazumdar) – 5:29
2. „Tere Bina” (A.R. Rahman, Murtuza Khan, Quadir Khan & Chinmayee) – 5:09
3. „Ek Lo Ek Muft” (Bappi Lahiri & Chitra Sivaraman) – 4:58
4. „Mayya” (Maryem Tollar, Chinmayee & Keerthi, Devika Mathur – Dialect Coach) – 6:02
5. „Ay Hairathe” (Hariharan & Alka Yagnik) – 6:09
6. „Baazi Laga” (Udit Narayan, Madhushree, Shweta & Bhargavi Pillai) – 4:59
7. „Jaage Hain” (K. S. Chithra, A.R. Rahman & Madras Chorale Group) – 6:33
8. „Shauk Hai” (Sowmya Raoh) – 4:32
9. „Dhoom Dhamaka” (Chorus)